# Nový Hrádek
Nový Hrádek (německy Neubürgles) je městys v okrese Náchod, ležící v předhůří Orlických hor u hranic s Polskem. Žije zde 885 obyvatel.

## Charakter obce
Podhorská obec s okrajovými částmi situovaná pod vrchem Šibeníkem až v údolí říčky Olešenky. Tvoří jej části Dlouhé, Krahulčí, Nový Hrádek a Rzy. Na ploše 1139 ha žije 851 stálých obyvatel. Územím obce protéká říčka Olešenka. Náměstí leží v nadmořské výšce 565 m. Nejvyšším bodem obce je kopec Šibeník s nadmořskou výškou 674 m. V obci se nachází celkem 416 domů, z toho 230 jich je užíváno k rekreaci.

## Symboly obce
Již v době před rokem 1790 užívala obec pečeť, jejíž otisk je uložen v Archivu Národního muzea v Praze. Pečetní obraz tvoří váza se třemi růžemi uprostřed a dvěma tulipány po stranách. V roce 1995 byl obci udělen znak vycházející z této historické pečeti, a obecní vlajka.

## Historie
Nový Hrádek vznikl pravděpodobně jako podhradí přilehlého hradu Frymburka. První písemná zmínka o osadě Hrádek je z 18. července 1362, kdy tehdejší držitel Frymburka Čeněk z Lipé, v letech 1349–1360 nejvyšší maršálek Českého království, ustanovil faráře ke kostelu v Hrádku. Dne 10. dubna 1736 císař Karel VI. Novému Hrádku „nepřízní časů úplně zničenému“ udělil právo pořádat tři výroční trhy a jeden týdenní trh. V té době zřejmě došlo i k rozšíření prvotního jména Hrádek na Nový Hrádek. Při prvním rakouském sčítání lidu v roce 1869 měl Nový Hrádek 1596 obyvatel – nejvyšší počet ve své historii.
Od počátku osídlování zdejšího regionu bylo hlavní obživou obyvatel především zemědělství. První písemná zmínka o rozvoji průmyslu na Novém Hrádku je z roku 1537, kdy se připomíná těžba železných rud a existence hamru na řece Olešence. Dále zde působili lžičaři. Toto řemeslo se značně rozmohlo a v obci se ještě dlouho provozovalo. V prvním desetiletí 20. století začal na Novém Hrádku a okolí vznikat textilní průmysl. V současné době působí v obci výrobní družstva Velos (zařízení do koupelen, části jízdních kol, výrobky Ikea), Kovap (hračky) a Kaden (hračky, slunečníky, makety aut), 3 truhlárny, výroba těsnění firmy Přibyl, firma Hartman, pila firmy Klein a několik dalších menších soukromých provozoven.
V 60. letech 20. století byla v Novém Hrádku založena laboratoř gnotobiologie. Jde o detašované pracoviště Mikrobiologického ústavu Akademie věd ČR . Jedná se o významného zaměstnavatele v obci.
Od 10. října 2006 byl obci vrácen status městyse.

## Památky
Nejstarší památkou Nového Hrádku je zřícenina hradu Frymburka.
Dominantou obce je barokní kostel sv. Petra a Pavla z roku 1723. Na hlavním oltáři kostela je umístěn obraz patronů kostela sv. apoštolů Petra a Pavla namalovaný pravděpodobně Petrem Brandlem.
Uprostřed náměstí se nachází mariánský sloup z roku 1747, pomník obětem světových válek a kamenná kašna z roku 1864. V obci stojí mnoho zachovalých dřevěných roubených chalup.

## Větrná elektrárna

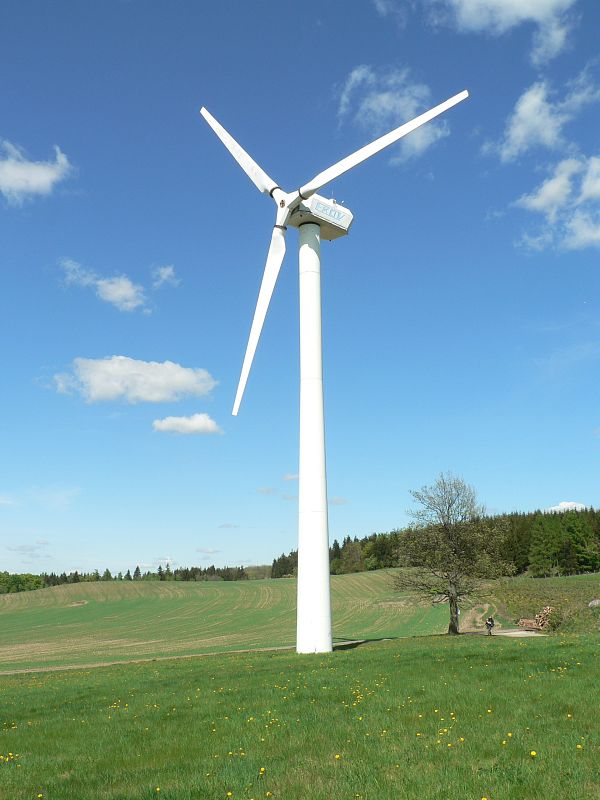
Větrná elektrárna, Nový Hrádek

Nepřehlédnutelnou dominantu nad obcí, na vrchu zvaném Šibeník, tvořily čtyři více než čtyřiceti metrové větrné elektrárny EKOV postavené v polovině 90. let a nikdy neprovozované. Elektrárnu se totiž nepodařilo pro technické nedostatky (především hlučnost soustrojí) zkolaudovat a bylo rozhodnuto o jejím odstranění, poté co celý areál odkoupil ČEZ Obnovitelné zdroje. Současný majitel v aktuálně dokončuje přípravu realizace výstavby nového, moderního větrného parku v poloze více odsunuté od osídleného území. Nově osazenou technologií mají být dva stroje Enercon E70 o výšce tubusu vyšší než VTE původní. Na konci listopadu 2012 po 17 letech byly vrtule odstraněny majitelem ČEZ Obnovitelné zdroje. Na vrchu Šibeník zůstal tubus nejvýše položeného stroje a zděná rozvodna. Tubus se v roce 2020 stal základem pro stavbu rozhledny a dřívější rozvodna se proměnila na turistické informační centrum se stálou expozicí o historii využití větrné energie. V současné době společnost ČEZ Obnovitelné zdroje pozastavila projekt výstavby nové VTE a to především z důvodů ekonomických v post-krizovém období.

## Vzdělávání a kultura
Z písemných pramenů plyne, že roku 1848 byla na Novém Hrádku otevřena nová školní budova se dvěma třídami. Je tedy nesporné, že škola zde existovala již mnohem dříve. V roce 1920 byla na Novém Hrádku zřízena státní měšťanská škola, pro niž byla v letech 1921–1923 vystavěna nová školní budova nad náměstím. Na Novém Hrádku je i vícetřídní mateřská škola, školní jídelna a družina. Sportovní vyžití je možné díky tělocvičné jednotě Sokol, založené již v roce 1896. Sokolovna pochází z roku 1924. Místní Sokol provozuje i přilehlé hřiště a v zimě lyžařský svah. Sjezdovky jsou zde dvě o délkách 460 a 340 metrů, dále okruh pro běžkaře dlouhý 700 metrů. Areál je upravován rolbou Leitner 400. Moderní teleskopický vlek je dlouhý 320 metrů s převýšením 81 metrů s kapacitou 500 osob za hodinu. V obci se rovněž nachází fungující kinosál, jenž však aktuálně nemá pravidelný program.

## Galerie

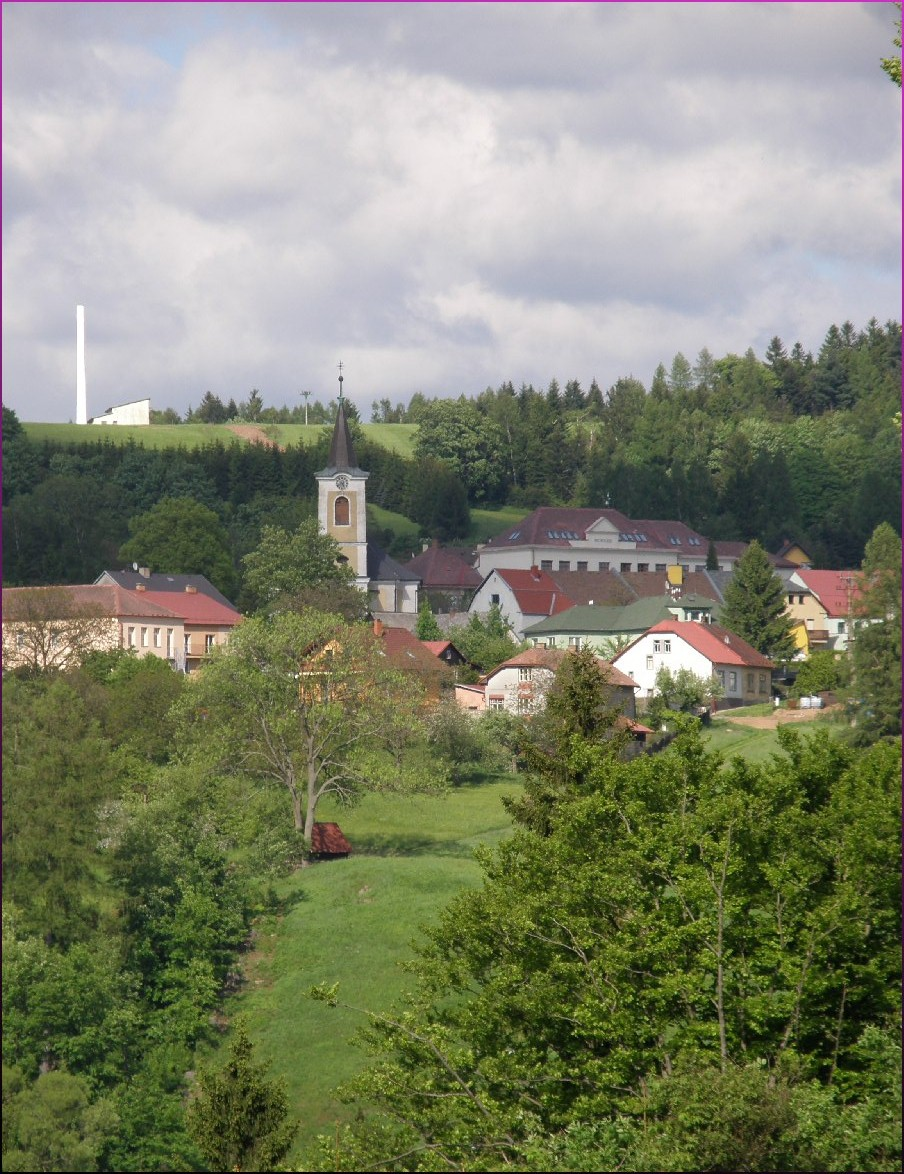
Nový Hrádek od Bydla
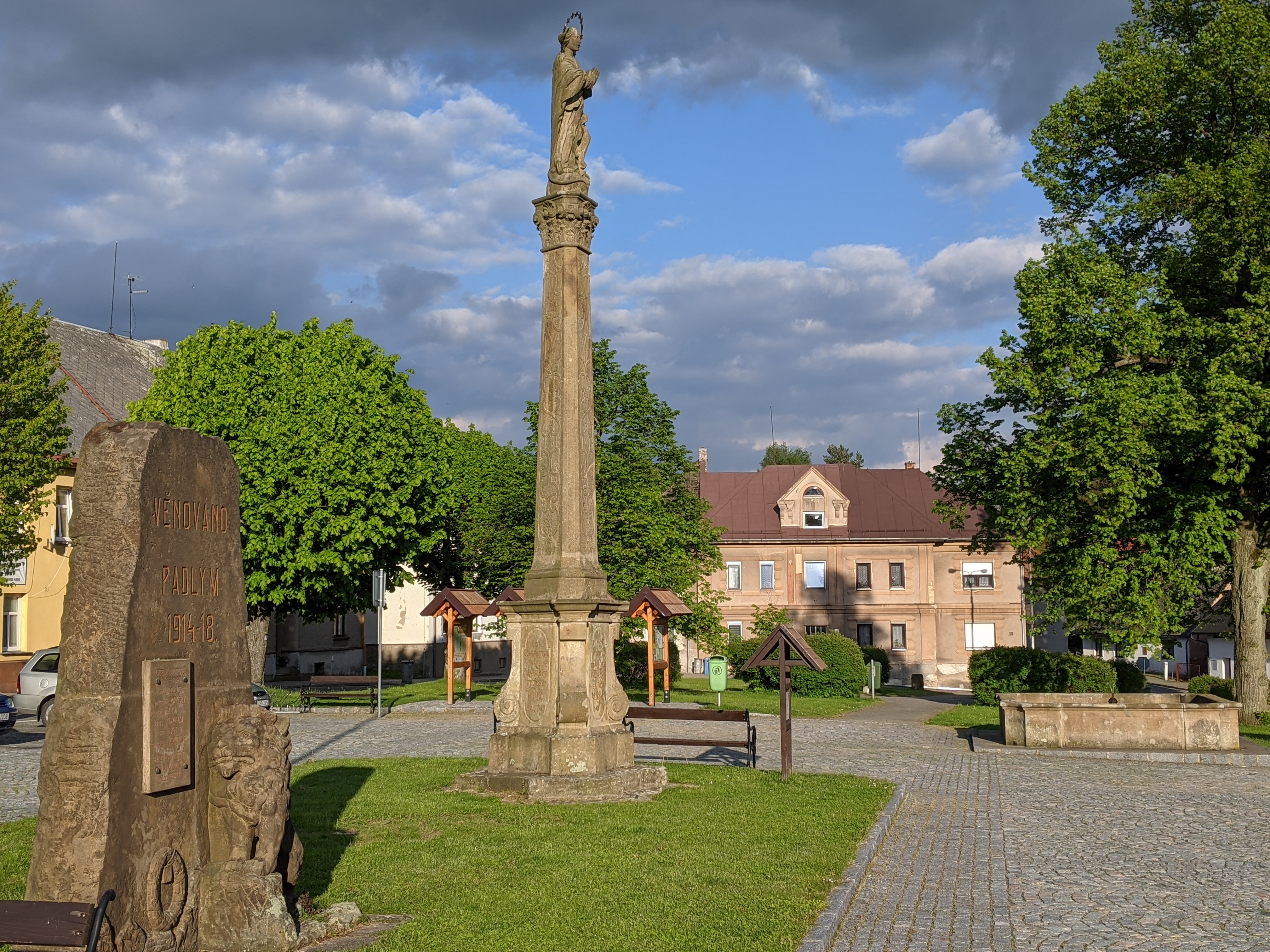
náměstí s pomníkem padlým a mariánským sloupem
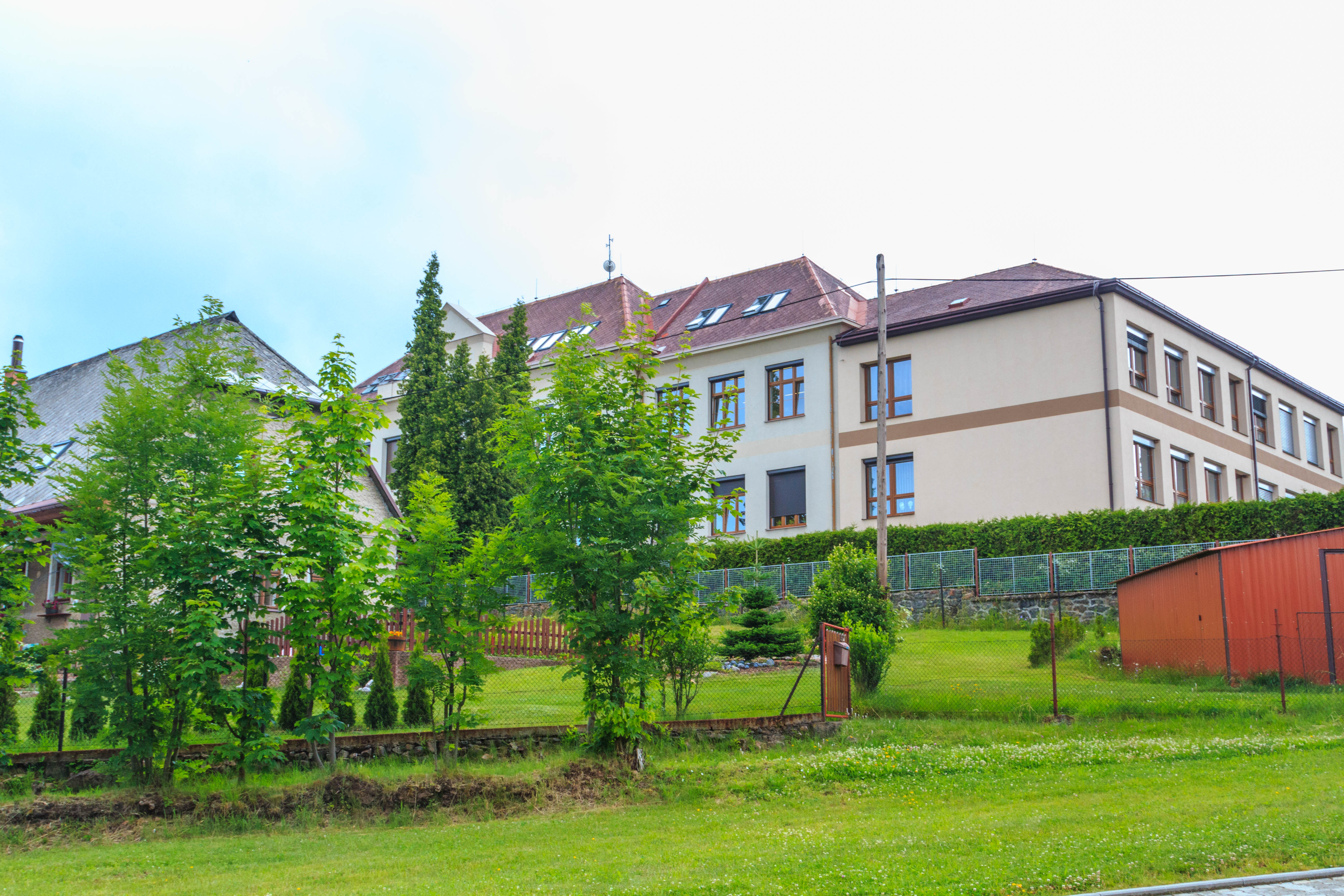
základní škola
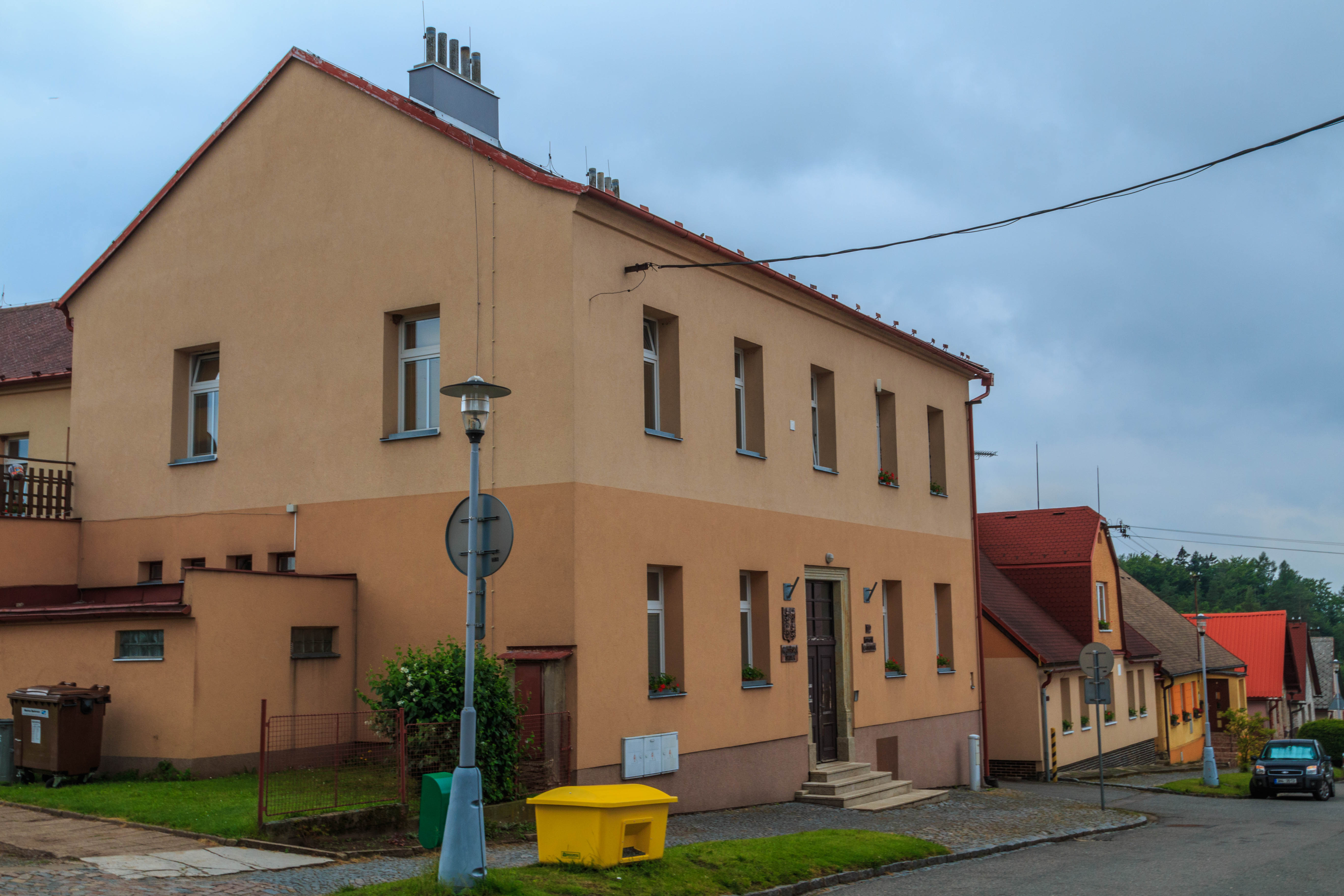
mateřská škola
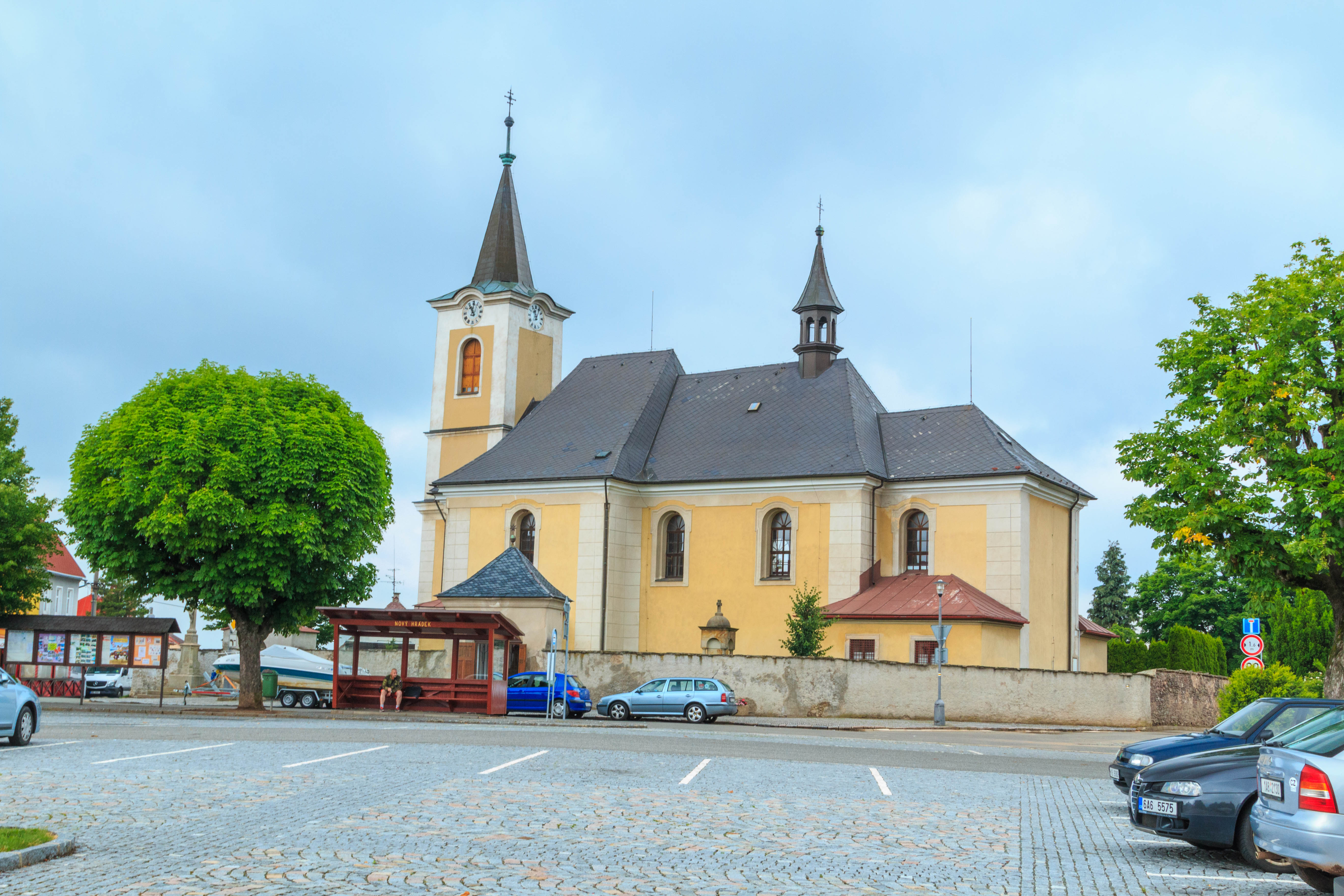
kostel svatého Petra a Pavla
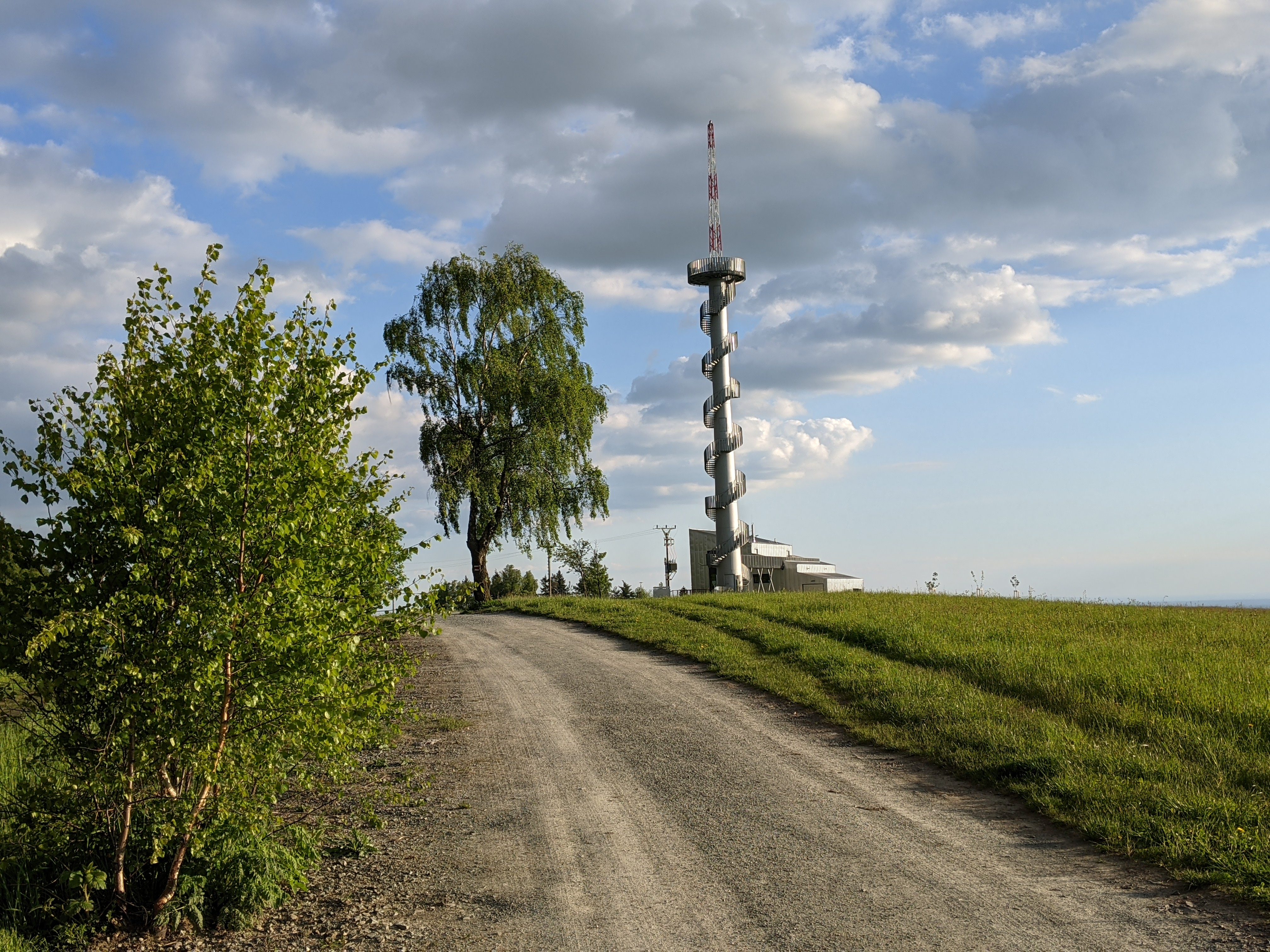
rozhledna Šibeník